# Forschungsstelle für Psychotherapie
Die Forschungsstelle für Psychotherapie (FOST) ist ein vom Land Baden-Württemberg finanziertes Institut für Psychotherapieforschung.

## Geschichte
Die Forschungsstelle für Psychotherapie wurde 1967 in Stuttgart gegründet. Bis 2004 wurde sie unter der Trägerschaft des Psychotherapeutischen Zentrums Stuttgart e.V. in Zusammenarbeit mit den Landesuniversitäten als außeruniversitäres Forschungsinstitut geführt und vom Land Baden-Württemberg gefördert.
Von 1967 bis 1988 wurde die FOST von Helmut Enke, und von 1988 bis 2004 von Horst Kächele geleitet. Anfang 2005 wechselte die Forschungsstelle unter die Trägerschaft des Universitätsklinikums Heidelberg. Seitdem ist sie, unter der Leitung von Hans Kordy, in das Institut für Psychosomatische Kooperationsforschung und Familientherapie (Leitung: Manfred Cierpka) an der Universität Heidelberg integriert.

## Forschungsinhalte
Während zunächst u. a. die psychoanalytische Therapie-Prozess-Forschung (z. B. Interaktions-Prozess-Analysen psychotherapeutischer Dialoge, Gruppenpsychotherapieforschung) und psychophysiologische Inhalte im Vordergrund standen, liegt der Forschungs-Schwerpunkt inzwischen im Bereich der psychotherapeutischen Versorgungsforschung, Qualitätssicherung und Evaluation sowie dem Einsatz neuer Medien im Bereich der Psychotherapie (E-Mental-Health). Ein inhaltlicher Schwerpunkt ist zudem seit Ende der 1980er Jahre die Psychotherapieforschung im Bereich der Essstörungen.